# 이시원 (1753년)
이시원(李始源, 1753-1809)은 조선후기 대사헌, 이조판서, 병조판서 등을 역임한 문신이다. 본관은 연안이다.